# Felinele (film din 2003)
Felinele (engleză The Cheetah Girls) este un Film Original Disney Channel, care și-a făcut premiera pe 15 august 2003, în Statele Unite. Filmul se bazează pe romanele cu același nume, scrise de Deborah Gregory. Filmările au avut loc în lunile octombrie și noiembrie ale anului 2002. În România, filmul și-a făcut premiera în luna ianuarie a anului 2010.

## Rezumat
O trupă formată din patru fete, numită Felinele (The Cheetah Girls) se duce la o renumită școală de arte interpretative și încearcă să câștige concursul de talente al școlii. În timpul audițiilor pentru concurs, fetele se întâlnesc cu un producător renumit, numit Jackal Johnson, care este dornic de a le promova. Însă, fetele încep să se confrunte cu tot felul de probleme: Galleria începe să se îndepărteze de prietenele ei, Dorinda trebuie să aleagă între prietenele ei și clubul de dans, și alte lucruri care ar putea distruge grupul Felinelor. Grupul se confruntă cu multe decizii dificile, dar își dă seama, la sfârșit, de drumul pe care trebuie să îl aleagă.

## Distribuția
Actori principali
- Raven-Symoné - Galleria Garibaldi, cunoscută și ca Bubbles
- Adrienne Bailon - Chanel Simmons, cunoscută și ca Chuchie
- Sabrina Bryan - Dorinda Thomas, cunoscută și ca Do (prescurtare de la ,,Do Re Mi")
- Kiely Williams - Aquanetta Walker, cunoscută și ca Aqua.

Actori secundari
- Lynn Whitfield - Dorothea Garibaldi, mama Galleriei
- Kyle Schmid - Derek, cel de care Galleria este îndrăgostită. Acesta flirtează des cu ea, și, eventual, devine cu adevărat interesat de ea.
- Juan Chioran - Francobollo Garibaldi, tatăl Galleriei
- Lori Anne Alter - Juanita Simmons, mama lui Chanel
- Vince Corazza - Jackal Johnson, un producător cunoscut. Când le vede pentru prima dată pe Feline cântând, acesta le invită la casa lui de înregistrări. Acesta vrea să le transforme pe fete în ceva ce nu sunt. Planul lui eșuează, atunci când Felinele decid să o ia pe propriul lor drum.
- Kyle Saunders - Pucci, fratele mai mic al Dorindei.
- Rothaford Gray - Toto (referință la câinele din Vrăjitorul din Oz), cățelul Galleriei
- Enis Esmer - Rick (Comedian)
- Johnie Chase - Ușier
- Kim Roberts - Mrs. Bosco, mama adoptivă a Dorindei
- Sandra Caldwell - Drinka Champane

## Premii
- Black Reel:Television Best Actress Raven-Symoné
- Black Reel:Television Best Supporting Actress Lynn Whitfield
- DGA Award:Outstanding Directorial Achievement in Children's Programs Oz Scott
- Image Award:Outstanding Performance in a Youth/Children's Program Lynn Whitfield

## Reacții
Premiera filmului a fost urmărită de 6, 5 milioane de telespectatori. Caseta VHS a debutat pe locul 3 în topul Billboard pentru cele mai bine vândute casete VHS. DVD-ul filmului a vândut 800 000 de copii.

## Coloana sonoră
| Nr. | Melodie           | Interpret         |
| --- | ----------------- | ----------------- |
| 1.  | "Cheetah Sisters" | The Cheetah Girls |
| 2.  | "Cinderella"      | The Cheetah Girls |
| 3.  | "Girl Power"      | The Cheetah Girls |
| 4.  | "Together We Can" | The Cheetah Girls |
| 5.  | "C'mon"           | Sonic Chaos       |
| 6.  | "Girlfriend"      | Char              |
| 7.  | "Breakthrough"    | Hope7             |
| 8.  | "End of the Line" | Christi Ma        |

### Melodii bonus de pe ediția specială
| Nr. | Melodie                  | Interpret            |
| --- | ------------------------ | -------------------- |
| 9.  | "Cinderella (Dream Mix)" | The Cheetah Girls    |
| 10. | "Girl Power (Meow Mix)"  | The Cheetah Girls    |
| 11. | "Cheetah Sisters"        | Instrumental karaoke |
| 12. | "Cinderella"             | Instrumental karaoke |
| 13. | "Girl Power"             | Instrumental karaoke |
| 14. | "Together We Can"        | Instrumental karaoke |
| 15. | "C'mon"                  | Instrumental karaoke |
| 16. | "Girlfriend"             | Instrumental karaoke |
| 17. | "Breakthrough"           | Instrumental karaoke |
| 18. | "End of the Line"        | Vanessa Hudgens      |

## Jocuri video
- The Cheetah Girls a fost lansat în 2003 de către Disney pentru Game Boy.
- The Cheetah Girls: Pop Star Sensations a fost lansat în 2003 de către Disney pentru Game Boy Color.
- The Cheetah Girls: Passport to Stardom a fost lansat în 2003 de către Disney pentru Game Boy Color